# Marieholms Tegelbruk
Marieholms Tegelbruk AB var ett tegelbruk beläget i Marieholm i Skåne. Det tillverkade mellan 1889 och 1955 rött fasadtegel och dräneringsrör. Tegelbruket upphörde med verksamheten 1955 på grund av dålig lönsamhet och brist på lera, och därefter revs byggnaderna. Under dess glansperiod på 1930-talet sysselsattes 20 personer.